# Каньете, Мануэль
Мануэль Каньете (исп. Manuel Cañete; 1822, Севилья — 1891, Мадрид) — испанский писатель, представитель консервативного академического направления.
Каньете родился в 1822 году в Севилье. В 1857 году стал академиком Испанской языковой академии. Кроме ряда историко-литературных и критических статей, напечатал: «Poesias» (1858), стихотворения в духе старой севильской школы, драмы: «Un rebato en Granada», «El Duque de Alba», «La esperanza de la patria», исторический очерк «El teatro español del siglo XVI» (1882) и др.
Скончался в 1891 году в Мадриде.